# Gornji Tkalec
 Ovo je glavno značenje pojma Gornji Tkalec. Za druga značenja pogledajte Tkalec (razdvojba).
Gornji Tkalec je selo sjeverozapadno od Vrbovca. Prema popisu iz 2001. godine ima 218 stanovnika. 

## Povijest
Spominje se 1217. g. Tkalec kao mjesno ime, 1233.g. kao feudalni posjed koji je zagrebački biskup poklonio križarima, vitezovima Svetoga Groba. Ime mu je zapisivano različito: Laga, Kalisa, Kalista, Kališće, Kalec.
Oko 1490.- 1611.g. ovaj posjed pripada zagrebačkom kanoniku prepoštu, od 1611. - 1773. zagrebačkim isusovcima, azim do 1945. Križevačkoj biskupiji. Od 1500. - 1520. ovdje se nalazi župa, 1621. - 1623. isusovac misionar. U 18. stoljeću postoje ovdje dvije kapele: barokna kapela Blažene Djevice Marije sagrađena je uz staru gospoštijsku zgradu, 1720. g. ima 3 oltara i toranj s 2 zvona; 1761. g. saliveno je jedno zvono u Zagrebu, a kapela Sv. Apostola (Divisio apostolorum) nalazila se izvan sela, imala je srebreni kalež i trošnu misnicu raznih boja. Ova je kapela davno napuštena. Tu se danas nalazi groblje.

## Stanovništvo
| broj stanovnika | 226   | 262   | 250   | 283   | 318   | 367   | 338   | 314   | 328   | 335   | 299   | 263   | 245   | 206   | 218   | 185   | 125   |
|                 | 1857. | 1869. | 1880. | 1890. | 1900. | 1910. | 1921. | 1931. | 1948. | 1953. | 1961. | 1971. | 1981. | 1991. | 2001. | 2011. | 2021. |

## Poznate osobe
- Bazilije Božičković, prvi križevački grkokatolički biskup, preminuo u Gornjim Tkalcima.

## Znamenitosti
- Kapela Uznesenja Blažene Djevice Marije i ostaci dvorca, zaštićeno kulturno dobro